# 유카타
유카타(浴衣)는 일본의 전통 의상이다. 일본 여관에서 목욕을 한 후나 본오도리, 불꽃놀이를 할 때 주로입는다.
다른 전통 의상처럼 소매가 넓고 솔기가 바로 들어온다. 전통적으로 유카타는 대부분 남색으로 만들었다. 하지만 오늘날 색상과 디자인은 다양해졌다. 기모노와 마찬가지로, 젊은 사람들이 더 밝은 색깔을 자주 입는 편이다.

## 유카타를 상용하는 업계
가부키 와 일본 무용 등 일본 전통 예능 에서는 연습복으로 사용되고 있다.
가부키 배우 등이 주문한 물품의 반품을 물들여 최희에게 배부하는 것으로 하는 것도 많았지만, 최근에는 이러한 풍습도 서서히 적어지고 있다.

각계 에서는, 세키토리 가 자신의 이름이 들어간 유카타 원단을 최희근이나 다른 스모방에 준다는 풍습이 아직 남아 있어, 자신의 마음에 든 무늬로 오리지날의 유카타를 완성하는 역사 도 많다. 세키토리의 유카타는 여름의 옷차림으로, 장소 귀가나 평상복으로서 착용한다(겨울은 두꺼운 기모노나 도테라를 입어도 좋다). 마쿠시타 이하의 역사는, 장소들이부터 평상복까지 모든 장면에서, 방으로부터 지급되는 유카타를 입게 되어 있다고 한다.